# Lúa gié hoang
Lúa gié hoang, lúa hạt đỏ, lúa tẻ, gạo đỏ, lúa bánh mì nâu hay còn gọi là lúa ma, lúa trời (danh pháp hai phần: Oryza rufipogon là một loài thực vật thuộc chi Lúa. Nó có quan hệ tiến hóa gần gũi với lúa (Oryza sativa), một trong những loại cây lương thực quan trọng nhất trên thế giới.
Lúa gié hoang thuộc loại hình đa niên, ưa sáng, thân mập, lá tỏa rộng, sinh sống ở đầm lầy và hồ ao của miền nhiệt đới. Tại Việt Nam, chúng được tìm thấy rải rác khắp từ Bắc đến Nam, có liên hệ gần với các giống lúa nổi ở Đồng Tháp và Tứ Giác Long Xuyên. Đây là nguồn cung cấp gen kháng phèn, vượt nước trong điều kiện lũ lụt ở đồng bằng sông Cửu Long. Loài này phân bổ ở thung lũng Điện Biên Phủ, cao nguyên Trung bộ, vùng bờ biển Nam Trung bộ, đồng bằng sông Cửu Long.
O. rufipogon là một trong các loài lúa hoang tiến hóa và phát triển thành lúa trồng O. sativa.

## Loài xâm lấn
Lúa gié hoang bị chính phủ Hoa Kỳ xếp vào loại "cỏ dại có hại" , cụ thể nó bị liệt vào "danh sách các loài cỏ dại độc hại" ở Alabama, Florida, California, Massachusetts, Minnesota, Bắc Carolina, Oregon, Nam Carolina và Vermont. Theo Hiệp hội Bảo vệ Thực vật Bắc Mỹ, lúa gié hoang mọc lẫn vào trong quần thể cây lúa và gần như không thể được nhận thấy bằng mắt thường. Chúng tranh giành nguồn dinh dưỡng cũng như không gian sinh sống của lúa trồng. Hầu hết hạt của lúa gié hoang kết và rụng trước lúc thu hoạch lúa trồng, vì thế chúng gần như không có giá trị gì trong việc thu hoạch. Thêm vào đó, người tiêu dùng cũng thường loại bỏ các hạt gạo gié hoang nằm lẫn trong phần gạo mua về khi thấy hột của nó có màu sắc đỏ so với hạt gạo màu trắng.

## Hạt mầm quý giá
Tuy nhiên, một bài nghiên cứu khoa học gần đây về lúa hoang đăng trên tạp chí Molecular Ecology cho rằng lúa gié hoang thật ra là một loài lúa hoang cực kì quan trọng trong nông nghiệp và nó đang bị đe dọa tuyệt chủng bởi con người.
Ở Ấn Độ, vùng đầm lầy Pallikaranai là nơi sinh sống của loại lúa gié hoang này. Lúa gié hoang được Trung tâm Điểu cầm học và Lịch sử tự nhiên Salim Ali (Salim Ali Centre for Ornithology and Natural History - SACON) đánh giá là "một hạt mầm quý giá" (a precious germ plasm).